# 形態分類

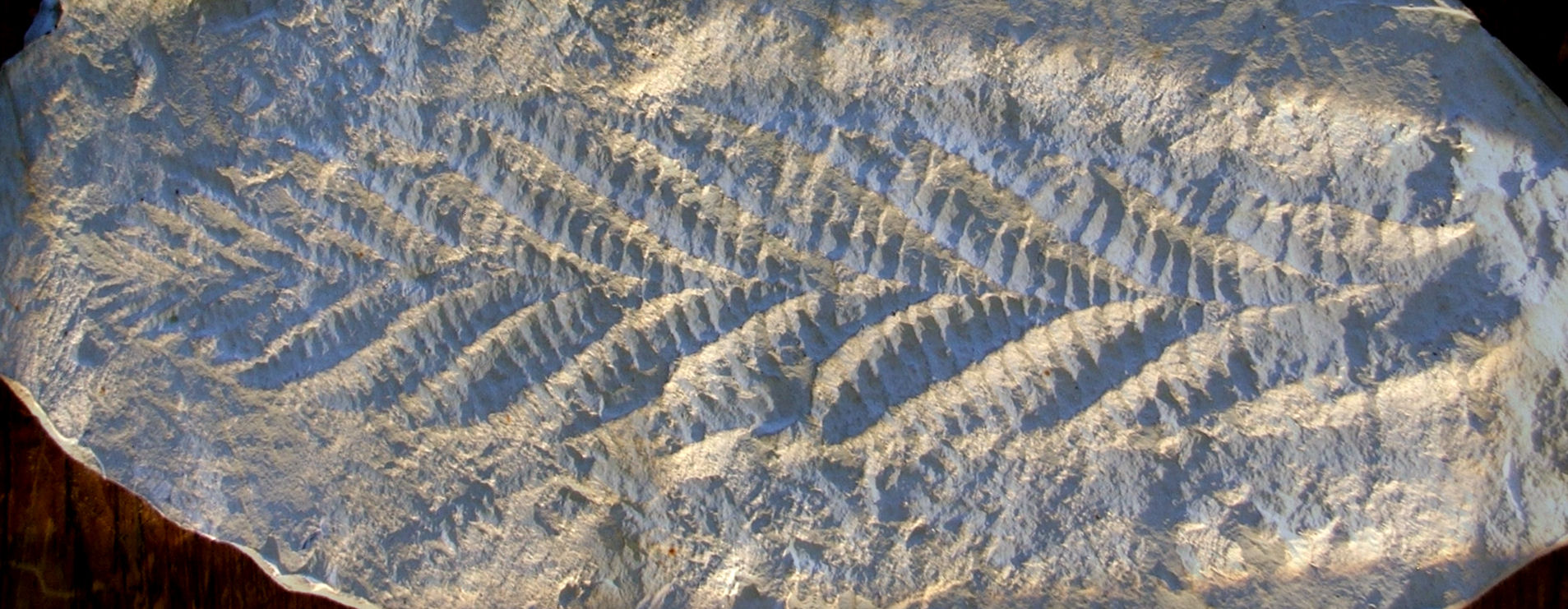
這個埃迪卡拉生物群物種查恩蟲（Charnia）的實質自然分類或系統分類無法得知，所以只能提供形態分類。

形態分類（英語：Form classification），亦作形式分類，是一個生物學的名詞，指一種基於生物體形態的分類，不一定反映其生物學關係，與系統分類相對。形態分類一般只限於古生物學，以反映其不確定性；相反地現存物種可以透過分子生物學之類的手段去確認其物種親緣關係。而為古生物作形態分類的取終目的，是要讓我們從其形態而推斷最可能的生物分類。
由於化石無法把生物的特徵保留至可確定其系統分類，為這些生物制訂形態分類，使之可按其形態而歸類，有助生物學家分辨各個物種。